# قات (جنس)
جنس القات  (الاسم العلمي: Catha) هي نباتات من فصيلة الحرابية. وقد وصفها العالم جورج دون في 1832.

## الأنواع
أنواع هذا الجنس:
- كود سباركل
- تحديث القائمة

نوع:قات 
اسم علمي: Catha edulis